# Композитный фермион
Композитный фермион — это топологическое связанное состояние электрона и чётного числа квантованных вихрей, иногда визуально изображаемое как связанное состояние электрона и, присоединённого к нему, чётного числа квантов магнитного потока. Составные фермионы изначально рассматривались в контексте дробного квантового эффекта Холла, но впоследствии обрели собственную жизнь, демонстрируя множество других следствий и явлений. Впервые эта концепция была теоретически сформулирована Джайнендрой К. Джайном в 1989 году, который в 2025 году стал одним из лауреатов премии Вольфа по физике за этот вклад. Дальнейшее развитие трактовка композитных фермионов как теории Черна — Саймонса получила в работах Аны Марии Лопес и Эдуардо Фрадкина, а также независимо Бертрана Гальперина, Николаса Рида и Патрика А. Ли.
Вихри являются примером топологического дефекта, а также возникают в других ситуациях. Квантованные вихри обнаруживаются в сверхпроводниках II рода и называются вихрями Абрикосова. Классические вихри имеют отношение к переходу Березенского — Костерлица — Таулеса в двумерной XY-модели.

## Описание
Когда электроны ограничены двумя измерениями, охлаждены до очень низких температур и подвергнуты воздействию сильного магнитного поля, их кинетическая энергия схлопывается из-за квантования уровней Ландау. Их поведение в таких условиях регулируется исключительно кулоновским отталкиванием, и они создают сильно коррелированную квантовую жидкость. Эксперименты показали, что электроны минимизируют своё взаимодействие, захватывая квантованные вихри и превращаясь в композитные фермионы. Взаимодействие между самими композитными фермионами часто пренебрежимо мало в хорошем приближении, что делает их физическими квазичастицами этой квантовой жидкости.
Характерной особенностью композитных фермионов, которая обусловливает в остальном неожиданное поведение этой системы, является то, что они испытывают гораздо меньшее эффективное магнитное поле, чем электроны. Магнитное поле, видимое композитными фермионами, определяется выражением
{\displaystyle B^{*}=B-2p\rho \phi _{0},}
где {\displaystyle B} — внешнее магнитное поле, {\displaystyle 2p} — число вихрей, связанных с композитными фермионом (также называемое вихревым зарядом составного фермиона), {\displaystyle \rho } — двумерная плотность частиц и величина {\displaystyle \phi _{0}=hc/e} называется «квантом потока» (который отличается от кванта сверхпроводящего потока в два раза). Эффективное магнитное поле является прямым проявлением существования композитных фермионов, а также воплощает фундаментальное различие между электронами и композитными фермионами.
Иногда говорят, что электроны «глотают» {\displaystyle 2p} кванта потока преобразуются в композитные фермионы, которые затем испытывают остаточное магнитное поле {\displaystyle B^{*}.} Точнее, вихри, связанные с электронами, создают свои собственные геометрические фазы, которые частично отменяют фазу Ааронова — Бома возникающую из-за влияния внешнего магнитного поля, создавая чистую геометрическую фазу, которую можно смоделировать как фазу Ааронова — Бома в эффективном магнитном поле {\displaystyle B^{*}.}
Электроны образуют уровни Ландау в магнитном поле, а число заполненных уровней Ландау называется фактором заполнения, который определяется выражением {\displaystyle \nu =\rho \phi _{0}/B.} Поведение композитных фермионов похоже на поведение электронов в эффективном магнитном поле {\displaystyle B^{*},} поэтому они образуют уровни типа Ландау в эффективном магнитном поле {\displaystyle B^{*},} которые называются уровнями Ландау для композитных фермионов или {\displaystyle \Lambda } уровни. Фактор заполнения для композитных фермионов определяется как {\displaystyle \nu ^{*}=\rho \phi _{0}/|B^{*}|.} Это даёт следующее соотношение между факторами заполнения электронов и композитных фермионов:
{\displaystyle \nu ={\frac {\nu ^{*}}{2p\nu ^{*}\pm 1}}.}
Знак минус возникает, когда эффективное магнитное поле антипараллельно приложенному магнитному полю, что происходит, когда геометрическая фаза вихрей превалирует над фазой Ааронова — Бома.

## Экспериментальные проявления
Центральное положение теории композитных фермионов заключается в том, что сильно коррелированные электроны в магнитном поле {\displaystyle B} (или при коэффициенте заполнения {\displaystyle \nu }) превращаются в слабо взаимодействующие композитные фермионы в эффективном магнитном поле {\displaystyle B^{*}} (или при факторе заполнения композитных фермионов {\displaystyle \nu ^{*}}). Это позволяет качественно объяснить сложное поведение задачи многих тел с точки зрения одной частицы, при этом взаимодействие между электронами проявляется как эффективная кинетическая энергия составных фермионов. Вот некоторые явления, возникающие из-за композитных фермионов:

### фермиевское море
Эффективное магнитное поле для композитных фермионов исчезает при {\displaystyle B=2p\rho \phi _{0}}, где коэффициент заполнения для электронов равен {\displaystyle \nu =1/2p}. Здесь композитные фермионы образуют фермиевское море. Это явление наблюдалось на полузаполненном уровне Ландау в ряде экспериментов, в которых также измерялся фермиевский волновой вектор.

### циклотронные орбиты
Поскольку магнитное поле немного смещается в сторону от {\displaystyle B^{*}=0}, то композитные фермионы совершают движутся по полуклассическим циклотронным орбитам. Они исследовались при наблюдении взаимодействия с поверхностными акустическими волнами, резонансных пиков в антиточечной сверхрешётке и магнитной фокусировки. Радиус циклотронных орбит соответствует эффективному магнитному полю {\displaystyle B^{*}=0} и иногда на порядок или более больше радиуса циклотронной орбиты электрона во внешнем приложенном магнитном поле {\displaystyle B}. Кроме того, наблюдаемое направление траектории противоположно направлению электронов, когда {\displaystyle B^{*}} антипараллелен {\displaystyle B}.

### циклотронный резонанс
В дополнение к циклотронным орбитам, циклотронный резонанс композитных фермионов также наблюдался с помощью фотолюминесценции.

### осцилляции Шубникова — де Гааза
По мере того, как магнитное поле отдаляется от {\displaystyle B^{*}=0}, наблюдаются квантовые осцилляции, которые периодичны по {\displaystyle 1/B^{*}.} Это осцилляции Шубникова — де Гааза для композитных фермионов. Эти осцилляции возникают в результате квантования полуклассических циклотронных орбит составных фермионов на уровнях Ландау составных фермионов. Из анализа экспериментов Шубникова — де Хааса можно получить эффективную массу и квантовое время жизни составных фермионов.

### целочисленный квантовый эффект Холла
С дальнейшим увеличением {\displaystyle |B^{*}|} или при уменьшении температуры и беспорядка композитные фермионы демонстрируют целочисленный квантовый эффект Холла. Целочисленные заполнения композитных фермионов, {\displaystyle \nu ^{*}=n}, соответствуют заполнению электронами
{\displaystyle \nu ={\frac {n}{2pn\pm 1}}.}
В сочетании с
{\displaystyle \nu =1-{\frac {n}{2pn\pm 1}},}
которые получаются путём присоединения вихрей к дыркам на самом нижнем уровне Ландау, они составляют заметно наблюдаемые последовательности дробей, известные как последовательности Джайна. Примерами являются
{\displaystyle {n \over 2n+1}={1 \over 3},\,{2 \over 5},\,{3 \over 7},\,{4 \over 9},\,{5 \over 11},\cdots }
{\displaystyle {n \over 2n-1}={2 \over 3},\,{3 \over 5},\,{4 \over 7},\,{5 \over 9},\,{6 \over 11},\cdots }
{\displaystyle {n \over 4n+1}={1 \over 5},\,{2 \over 9},\,{3 \over 13},\,{4 \over 17},\cdots }
Таким образом, дробный квантовый эффект Холла электронов интерпретируется как целочисленный квантовый эффект Холла составных фермионов. Это приводит к дробно-квантованным плато Холла при значениях
{\displaystyle R_{H}={h \over \nu e^{2}},}
при заданных выше квантованных значениях для {\displaystyle \nu }. Эти последовательности заканчиваются в композитном фермионном море. Дроби имеют нечётные знаменатели, что следует из состояния с чётным вихревым зарядом композитных фермионов.

### дробный квантовый эффект Холла
Вышеуказанные последовательности объясняют большинство, но не все, наблюдаемые дробные факторы заполнения. Были обнаружены и другие дроби, которые возникают из-за слабого остаточного взаимодействия между композитными фермионами и, таким образом, являются более сложными. Некоторые из них понимаются как дробный квантовый эффект Холла составных фермионов. Например, дробный квантовый эффект Холла композитных фермионов при {\displaystyle \nu ^{*}=4/3} даёт дробь 4/11, которая не принадлежит к первичным последовательностям.

### сверхпроводимость
Дробь с чётным знаменателем, {\displaystyle \nu =5/2,} также наблюдалась экспериментально. Здесь второй уровень Ландау наполовину заполнен, но состояние не может быть фермиевским морем из композитных фермионов, поскольку фермиевское море не обладает энергетической щелью и не демонстрирует квантовый эффект Холла. Это состояние рассматривается как «сверхпроводник» из композитных фермионов возникающий из-за слабого притягивающего взаимодействия между ними при данном факторе заполнения. Спаривание композитных фермионов открывает энергетическую щель и приводит к дробному квантовому эффекту Холла.

### экситоны
Нейтральные возбуждения различных дробных квантовых состояний Холла представляют собой экситоны составных фермионов, то есть пары частица-дырка составных фермионов. Закон дисперсии этих экситонов был измерен с помощью рассеяния света и рассеяния фононов.

### спин
В сильных магнитных полях спин композитных фермионов заморожен, но его можно наблюдать в относительно слабых магнитных полях. Веерная диаграмма уровней Ландау для составных фермионов была определена с помощью транспортных измерений и показывает уровни Ландау композитных фермионов как со спином вверх, так и со спином вниз. Дробные квантовые состояния Холла, а также композитное фермионное море также частично поляризованы по спину для относительно слабых магнитных полей.

### эффективное магнитное поле
Эффективное магнитное поле композитных фермионов подтверждено подобием дробного и целочисленного квантовых эффектов Холла, наблюдением фермиевского моря с наполовину заполненном уровне Ландау и измерениями циклотронного радиуса.

### масса
Масса композитных фермионов была определена из измерений: эффективной циклотронной энергии композитных фермионов; температурной зависимости осцилляций Шубникова — де Гааза; энергии циклотронного резонанса; спиновой поляризации фермиевского моря; и квантовых фазовых переходов между состояниями с различной спиновой поляризацией. Его типичное значение в системах GaAs составляет порядка массы электрона в вакууме, что отличается от массы электрона в зоне проводимости GaAs, которая составляет 0,07 массы электрона в вакууме.

## Теоретические формулировки
Значительную часть экспериментальной феноменологии можно понять из качественной картины композитных фермионов в эффективном магнитном поле. Кроме того, композитные фермионы также приводят к подробной и точной микроскопической теории этой квантовой жидкости. Два подхода оказались полезными.

### Пробные волновые функции
Следующие пробные волновые функции, также известные как состояния Джайна, воплощают физику композитных фермионов:
{\displaystyle \Psi _{\nu }^{\rm {FQHE}}=P\;\;\Psi _{\nu ^{*}}^{\rm {IQHE}}\prod _{1\leq j<k\leq N}(z_{j}-z_{k})^{2p}}
Здесь {\displaystyle \Psi _{\nu }^{\rm {FQHE}}} — волновая функция взаимодействующих электронов при факторе заполнения {\displaystyle \nu } ; {\displaystyle \Psi _{\nu ^{*}}^{\rm {IQHE}}} — волновая функция для слабо взаимодействующих электронов при {\displaystyle \nu ^{*}}; {\displaystyle N} — число электронов или композитных фермионов; {\displaystyle z_{j}=x_{j}+iy_{j}} — координата {\displaystyle j}-й частицы; и {\displaystyle P} — оператор, проецирующий волновую функцию на самый низкий уровень Ландау. Это обеспечивает явное отображение между целочисленным и дробным квантовыми эффектами Холла. Умножение на {\displaystyle \prod _{j<k=1}^{N}(z_{j}-z_{k})^{2p}} прикрепляет {\displaystyle 2p} вихря к каждому электрону, чтобы превратить его в композитный фермион. Правая часть, таким образом, интерпретируется как описание композитных фермионов с фактором заполнения {\displaystyle \nu ^{*}} . Приведённое выше отображение даёт волновые функции как для основного, так и для возбуждённого состояний дробных квантовых состояний Холла в терминах соответствующих известных волновых функций для интегральных квантовых состояний Холла. Последние не содержат никаких регулируемых параметров для {\displaystyle \nu ^{*}=n}, поэтому волновые функции дробного квантового жффекта Холла не содержат никаких регулируемых параметров {\displaystyle \nu =n/(2pn\pm 1)}.
Сравнение с точными результатами показывает, что эти волновые функции количественно точны. Их можно использовать для вычисления ряда измеряемых величин, таких как энергетические щели возбуждения и дисперсии экситонов, фазовой диаграммы композитных фермионов со спином, массы композитного фермиона. Для {\displaystyle \nu ^{*}=1} они сводятся к волновой функции Лафлина при факторе заполнении {\displaystyle \nu =1/(2p+1)}.

### Теория поля Черна — Саймонса
Другая формулировка физики композитных фермионов основана на теории поля Черна — Саймонса, в которой кванты потока присоединяются к электронам посредством сингулярного калибровочного преобразования. В приближении среднего поля восстанавливается физика свободных фермионов в эффективном поле. Теория возмущений на уровне приближения случайных фаз описывает многие свойства композитных фермионов.